# Luigi Savina
Luigi Savina (Chieti, 16 maggio 1954) è un poliziotto, prefetto e dirigente pubblico italiano, proveniente dai ruoli dei funzionari della Polizia di Stato, distintosi particolarmente nella lotta contro la Mafia.
Dal 15 febbraio 2016 al 1 giugno 2019 è stato Vice capo vicario della polizia di Stato. Da giugno 2019 è coordinatore della Struttura di missione per la riorganizzazione delle articolazioni periferiche dell'Amministrazione della Pubblica Sicurezza.

## Biografia
Nato a Chieti nel 1954, Luigi Savina si laureò in giurisprudenza a Teramo nel 1979 e nel 1980 entrò in Polizia come Commissario di pubblica sicurezza in prova; durante la Scuola superiore di Polizia fu compagno di corso di Antonio Di Pietro. Il primo incarico da dirigente fu quello di capo della Sezione omicidi della Squadra mobile della Questura di Venezia, negli anni delle Brigate Rosse e di Felice Maniero, che arrestò nel 1984. Dal 1989 al 1991 passò alla questura di Palermo.
Successivamente, dal 1991 al 1993, fu capo della Squadra mobile della Questura di Pescara e, dopo un anno, a Roma presso lo SCO (Servizio Centrale Operativo), dove concluse l'incarico con l'arresto di Giuseppe Mandalari, l'amministratore dei beni di Totò Riina. Tornò quindi a Palermo come capo della Squadra Mobile, operando dal 1994 al 1997; qui fu protagonista dell'arresto di noti boss mafiosi, latitanti di massima pericolosità, tra cui Giovanni Brusca, Enzo Salvatore Brusca, Pietro Aglieri, Salvatore Cucuzza, Gaspare Spatuzza e Antonino Madonia.
Dal 1997 al 1998 operò a Napoli come dirigente del Centro interprovinciale di polizia criminale per la Campania e il Molise. Dal 1998 al 1999 fu vice questore di Pescara e dal febbraio all'ottobre del 2000 fu capo contingente della Polizia Italiana in Albania. Nell'ottobre 2000 gli fu conferito l'incarico di dirigente della Squadra Mobile di Milano, con rilevanti risultati nel contrastare il fenomeno delle rapine in villa da parte di gruppi criminali dell'est europeo.
Fu nominato questore di Terni nel 2004 e di Ferrara dal 15 settembre 2006, dove si distinse per la linea di trasparenza nel caso Aldrovandi. Nel gennaio 2008 morì la prima moglie.
Dopo aver guidato per tre anni la Questura di Padova a partire dal 25 agosto 2008, dal 1º settembre 2011, per un anno, diresse quella di Cagliari. Il 1º ottobre 2012, su proposta del Ministro dell'interno Annamaria Cancellieri, fu nominato questore di Milano. In questa città si distinse perfezionando una macchina della sicurezza che si configurò come modello di risposta agli scontri e alle provocazioni antagoniste nei confronti dell'Expo 2015: la professionalità dei suoi uomini è stata riconosciuta dall'applauso che il Ministro Angelino Alfano rivolse alle forze dell'ordine.
Il 10 febbraio 2016, al termine del consiglio dei ministri, il Presidente del Consiglio Matteo Renzi annunciò la nomina di Savina a prefetto e vice capo vicario della Polizia, riconoscendogli il lavoro svolto durante l'Expo 2015; il Ministro dell'interno Angelino Alfano scrisse: "... una promessa fatta ai milanesi e alla polizia. Promosso sul campo". Nello stesso anno ha ricevuto il Premio Rocco Chinnici.
Il 5 agosto 2017 la presidenza del Consiglio regionale dell'Abruzzo gli ha conferito l'onorificenza di Ambasciatore d'Abruzzo nel Mondo.
Savina ha quattro figli, due dal secondo matrimonio. Si è ritirato dal servizio il 31 maggio 2019. Il 1º giugno è stato nominato coordinatore della Struttura di missione per la riorganizzazione delle articolazioni periferiche dell'Amministrazione della Pubblica Sicurezza.
Gli è stato conferito il Premio Nazionale Paolo Borsellino due volte, nel 2005 e nel 2017; dal 2018 presiede il premio.

## Pubblicazioni
- L'interrogatorio nei reati violenti, in Criminal profiling, (stampa 2001), Milano, McGraw-Hill, 2002, ISBN 88-386-2752-5.

## Premi e riconoscimenti
- 23 aprile 1991 – Gli venne conferito, dall'Università degli Studi di Palermo, un "Riconoscimento di Merito" "per le iniziative operative a difesa delle Comunità Siciliane ".
- 2 luglio 1993 – Gli venne conferito, dalla Giunta Comunale di Pescara, un Encomio "per operazione Antimafia".
- 4 marzo 2000 – Gli venne conferito, dal Ministro dell'Ordine Pubblico della Repubblica d’Albania, la "Stemma di Skanderbeg e Distintivo dell'Aquila d'Oro".
- settembre 2002 – Gli venne conferito, dal Dipartimento di Giustizia degli Stati Uniti d'America - DEA, il "Certificate of Appreciation".
- febbraio 2004 – Gli venne conferito, dal Dipartimento di Giustizia degli Stati Uniti d'America - Consolato Generale di Milano, il "Certificate of Appreciation".
- agosto 2004 – Gli venne conferito, dal Dipartimento di Giustizia degli Stati Uniti d'America - Consolato Generale di Milano, il "Certificate of Appreciation".
- 8 novembre 2005 – Gli venne conferito, dall'Associazione culturale-onlus “Società Civile”, il 10° "Premio Nazionale Paolo Borsellino"[2].
- 24 maggio 2009 – Gli venne conferito, dall'Associazione Abruzzese Molisana, con il patrocinio delle Regioni Lombardia -Abruzzo - Molise, il "Premio Maiella"[40].
- 30 ottobre 2010 – Gli venne conferito il 9º Premio “Antonio Zimei” “Moschettiere del Lavoro 2010” “Sezione Speciale”, "un riconoscimento, che va a quegli abruzzesi che hanno saputo con il loro impegno rendere onore alla propria terra d'origine e capaci poi di testimoniare l'attaccamento alla gente dell'Abruzzo"[41].
- 12 marzo 2014 – Gli venne conferito, dalla Provincia di Milano, il Premio "Isimbardi", "a cittadini legati al territorio del milanese e che si siano distinti nella propria attività a favore delle comunità"[42].
- 16 maggio 2014 – Gli venne conferito il "Premio Lions Chieti Host"[43][44].
- 9 novembre 2014 – Gli venne conferito, dall'associazione abruzzese e molisana “Raffaele Mattioli”, il premio "L'abbruzzes' sott' la Madunina 2014", "abruzzesi che hanno onorato la terra d'origine anche fuori dai confini regionali"[45][46].
- maggio 2015 – Gli venne conferito, dal Coordinamento dei Comitati Milanesi, il premio alla Virtù Civica "Panettone d'oro", "Per il contributo dato in questi anni alla crescita democratica e civile dell'area milanese, anche evitando che durante i tumulti del Primo Maggio un folto gruppo di teppisti criminali arrecasse maggiori danni alla Città e ai Cittadini di Milano"[47].
- 13 maggio 2016 – Premio Rocco Chinnici con la motivazione: "all'uomo dello Stato che, nel corso della sua vita professionale, con l'esempio, la parola e le azioni, ha contrastato e combattuto ogni giorno la mafia, coniugando impegno, fermezza e umanità".[4].
- 5 agosto 2017 – Onorificenza di Ambasciatore d'Abruzzo nel Mondo[33] da parte del Consiglio regionale dell'Abruzzo.
- 2017 – Gli è assegnato per la seconda volta il Premio Nazionale Paolo Borsellino.[48]
- 8 maggio 2019 – Onorificenza dell'ordine al merito dell'Università di Teramo «Guido II degli Aprutini».[8][49]